# Tylovo náměstí (Praha)
Tylovo náměstí (lidově Tylák) se nachází v pražské části Praha 2 na Vinohradech poblíž stanice metra I. P. Pavlova.

## Popis
Náměstí je dlouhé asi 140 metrů a široké asi 50 metrů. Podél delší východní strany náměstí prochází Bělehradská ulice (s tramvajovou tratí), na severu ho ohraničuje Jugoslávská, na jihu Rumunská. Ze západní strany vede průchod do ulice Lublaňská, tzv. Tylova pasáž. Vnitřní plocha náměstí je sadově upravena se dvěma řadami vzrostlých stromů, uprostřed je kruhová nádrž s vodotryskem.
Kolem náměstí je mnoho obchodů, několik restaurací a hotelů; z nich je známý např. tříhvězdičkový hotel Beránek.

## Historie
Tylovo náměstí vzniklo v 19. století na místě tržiště, které zde fungovalo od založení města Vinohrad, a nazývalo se tehdy Tržiště nebo Tržní náměstí. Na Tylovo náměstí bylo na počest českého obrozence Josefa Kajetána Tyla přejmenováno v roce 1895,[zdroj?]  v letech 1938–1940 a 1945–1952 bylo přejmenováno na Scheinerovo náměstí podle právníka, politika a starosty sokolské obce Josefa Scheinera. Od roku 1952 se drží stálý název Tylovo náměstí.
Ve všední dny se na náměstí konají farmářské trhy.